# Liste der Naturdenkmale in Pulsnitz
Die Liste der Naturdenkmale in Pulsnitz nennt die Naturdenkmale in Pulsnitz im sächsischen Landkreis Bautzen.

## Definition
„Naturdenkmäler sind rechtsverbindlich festgesetzte Einzelschöpfungen der Natur oder entsprechende Flächen bis zu fünf Hektar, deren besonderer Schutz erforderlich ist
1. aus wissenschaftlichen, naturgeschichtlichen oder landeskundlichen Gründen oder
2. wegen ihrer Seltenheit, Eigenart oder Schönheit.“

## Liste
Link zu einem Kartenansichtstool, um Koordinaten zu setzen.
| Bild                          | Bezeichnung                      | Lage                                             | Beschreibung | Datum | Nummer |
| ----------------------------- | -------------------------------- | ------------------------------------------------ | ------------ | ----- | ------ |
| BW                            | Der natürliche Lauf der Pulsnitz | Pulsnitz (51° 9′ 51,8″ N, 14° 1′ 17,8″ O)        |              |       | 20/08  |
| BW                            | Erlenbruch am Hartbachteich      | Pulsnitz (51° 11′ 46,9″ N, 14° 0′ 40,9″ O)       |              |       | 22/01  |
| BW                            | Laubmischwaldrest in der Eichart | Pulsnitz (51° 11′ 43,5″ N, 14° 1′ 45″ O)         |              |       | 22/02  |
| BW                            | Hangwald Oberlichtenau           | Oberlichtenau (51° 13′ 46,1″ N, 13° 59′ 34,8″ O) |              |       | KM114  |
| mehr Fotos \| Fotos hochladen | Keulenberg Gipfelklippen         | Oberlichtenau (51° 13′ 38,4″ N, 13° 57′ 20,7″ O) |              |       | KM115  |
| BW                            | Nymphenwiese                     | Oberlichtenau (51° 13′ 30,1″ N, 13° 57′ 41,6″ O) |              |       | KM117  |
| BW                            | Grüner Weg                       | Oberlichtenau (51° 13′ 17,4″ N, 13° 57′ 58,7″ O) |              |       | KM125  |
| BW                            | Sommerlinde                      | Pulsnitz (51° 11′ 24″ N, 14° 0′ 37,4″ O)         |              |       | 58     |
| BW                            | Stieleiche                       | Oberlichtenau (51° 12′ 52″ N, 13° 59′ 15,4″ O)   |              |       | 65     |
| BW                            | Stieleiche                       | Oberlichtenau (51° 13′ 16″ N, 13° 58′ 45,2″ O)   |              |       | 66     |
| BW                            | Gangaufschluss                   | Oberlichtenau (51° 13′ 17″ N, 13° 59′ 22,2″ O)   |              |       | 67     |
| BW                            | Baumgruppe                       | Oberlichtenau (51° 13′ 57″ N, 13° 59′ 28,3″ O)   |              |       | 68     |
| BW                            | Stieleiche                       | Pulsnitz (51° 11′ 29″ N, 14° 0′ 33,5″ O)         |              |       | 125    |